# Heinrich Ruthenus
Heinrich der Jüngere war der zweitälteste Sohn Heinrichs (I.), Vogt von Plauen und seiner Gemahlin, einer geborenen Gräfin von Everstein.

## Leben
Heinrich der Jüngere wurde urkundlich erstmals am 29. März 1276 erwähnt. Eine Ersterwähnung, die auf den 17. August 1276 datiert, wird von B. Schmidt, dem Archivar der Reußen, angezweifelt, zumal dort auch keine Erwähnung eines älteren Bruders erfolgte.
1289 wurde Heinrich zum Ritter geschlagen.
Die letzte urkundliche Erwähnung geschah am 4. November 1292. Nach der Genealogie von B. Schmidt starb Heinrich vor dem 12. Dezember 1295. Es fällt aber auf, dass in der Urkunde vom 15. Dezember 1294 des Pfalzgrafen Rudolf bei Rhein über die Belehnung mit seinem Banner die beiden anderen Vogtlinien, also Weida und Gera, erwähnt werden, aber nur Heinrich (I.) von Plauen und sein Sohn, nicht "seine" Söhne. Heinrich der Jüngere muss also bereits verstorben gewesen sein.
Seinen Beinamen Ruthenus, der Rusze bzw. Reuß erhielt er wohl wegen eines längeren Aufenthaltes in östlichen Gebieten bzw. wegen seiner Gemahlin Maria Swihowska, einer Tochter des galizischen Fürsten Swihowsky und einer russischen Fürstin.